# Haemabasis
Haemabasis är ett släkte av fjärilar. Haemabasis ingår i familjen nattflyn.
Kladogram enligt Catalogue of Life:
| Haemabasis | \| \| Haemabasis calodesma \| \| \| \| \| \| Haemabasis continua \| \| \| \| \| \| Haemabasis pulchrifascia \| \| \| \| |
|            | \| \| Haemabasis calodesma \| \| \| \| \| \| Haemabasis continua \| \| \| \| \| \| Haemabasis pulchrifascia \| \| \| \| |
|            | Haemabasis calodesma |
|            | |
|            | Haemabasis continua |
|            | |
|            | Haemabasis pulchrifascia                                                                                                |
|            | |